# Sângeorzu Nou
Sângeorzu Nou – wieś w Rumunii, w okręgu Bistrița-Năsăud, w gminie Lechința. W 2011 roku liczyła 906 mieszkańców.